# Pas på fjolserne
Pas på fjolserne (originaltitel: Se upp för dårarna) er en svensk dramafilm fra 2007 instrueret af Helena Bergström. Den fik premiere i Sverige den 17. februar 2007.

## Handling
To piger i 20 års-alderen mødes, da de søger ind på politiskolen. De har helt forskellige baggrunde, men er samtidig meget ens. Hårde optagelsesprøver, kompliceret kærlighed og besværlige familieforhold sætter deres venskab på prøve.

## Medvirkende (i udvalg)
- Nina Zanjani som Yasmin
- Rakel Wärmländer som Elin
- Korhan Abay som Sinan
- Zinat Pirzadeh som Ayse
- Dan Ekborg som Ulf Enecke
- Erik Johansson som Axel Enecke
- Lars Väringer som lærer på politiskolen
- Liv Mjönes som Sara
- Ylva Lööf som doktor Nygård